# Szita Bence-gyilkosság
A Szita Bence-gyilkosság 2012. október 29-én történt a Somogy megyei Sántos külterületén egy erdőben, melynek áldozata a 2001 szeptemberében született felsőmocsoládi kisfiú, Szita Bence. Holttestét november 10-én helyezték örök nyugalomra a kaposvári Keleti temetőben. A temetésre két és félezer ember ment el.
2020. november 4-én rákban elhunyt Gyöngyi Sándor, Szita Bence nevelőapja és a kisfiú nővérének édesapja, aki túlélte az elkövetőket. A kaposvári Keleti temetőben, a kisfiú mellé helyezték végső nyugalomra.

## Események
Szita Bence eltűnését nevelőapjának (édesanyja korábbi férje) barátnője jelentette be 2012. október 29-én éjszaka. A bejelentés szerint október 29-én 19 óra környékén a kaposvári Tesco parkolójában levő játszótérről tűnt el a kisfiú. Keresésére kutatócsoport alakult, átfésülték Felsőmocsolád és Kaposvár környékét, de mindhiába.
November 3-án Toponár környékén találták meg a holttestet. A Somogy Megyei Rendőr-főkapitányság november 3-án délután két órakor sajtótájékoztatón közölte, hogy a 11 éves Szita Bencével előre kitervelten, különös kegyetlenséggel végeztek. A gyilkossággal kapcsolatban előzetes letartóztatásba került Szita Bence nevelőapjának barátnője, a 47 éves Polcz Erika, illetve két hajléktalan férfi: az 57 éves Bogdán József és a 41 éves Kertész József. Polczot felbujtással, a két hajléktalan férfit 14. életévét még be nem töltött személy elleni előre megfontolt szándékkal, nyereségvágyból, különös kegyetlenséggel elkövetett emberöléssel előzetes letartóztatásba helyezték.
Szita Bencét, mint kiderült október 29-én 20 és 22 óra között ölték meg Sántos külterületén, egy erdőben. Bencét hosszasan gyötörték, de nem tudták azonnal megölni. A vizsgálatok alapján élve lett eltemetve, vagyis a halálát földbelégzés miatti fulladás okozta. A kisfiú holttestét először a sántosi erdőben rejtették el, majd később vitték el Toponár környékére, ahol megtalálták. Később itt, Fészerlak elhagyott temetőjében keresztet állítottak Szita Bence emlékére.

## Büntetőeljárás
Polcz Erikának nem volt pénze ügyvédet fogadni, ezért kirendelt ügyvédet kapott, Berlik Zoltán személyében. Berlik bevallása szerint ha választhatott volna, akkor nem védte volna Polcz Erikát. Mint azt elmondta Polcz Erika „nem is találna senkit, aki elvállalná”.
A Kaposvári Törvényszéken 2013. június 4-én tényleges életfogytiglani szabadságvesztést kért az ügyészség Szita Bence nevelőanyjára és a két hajléktalanra. A június 6-i elsőfokú bíróság tényleges életfogytiglani szabadságvesztésre ítélte a vádlottakat. Bogdán József elsőrendű vádlottat társtettesként, Polcz Erika harmadrendű vádlottat felbujtóként mondta ki bűnösnek a testület előre kitervelten, nyereségvágyból, különös kegyetlenséggel, 14. életévét be nem töltött személy sérelmére elkövetett emberölés bűntettében; Kertész József másodrendű vádlottat szintén társtettesként találták bűnösnek, bár az ő esetében mellőzték a nyereségvágyat a minősítő körülmények közül.
2014. január 10-én a Pécsi Ítélőtábla másodfokon helyben hagyta az elsőfokú bíróság döntését, így jogerősen is életfogytig tartó fegyházbüntetésre ítélte a gyilkosokat, akik még feltételesen sem bocsáthatók szabadlábra. Emellett Bogdán Józsefet 192 200 forint vagyonelkobzással is sújtották. Ezzel Polcz Erika lett az első nő, aki jogerősen tényleges életfogytiglani szabadságvesztést kapott.
Polcz Erika 2017. január 29-én mellrák következtében meghalt a tököli rabkórházban.
Bogdán József 2019. június 6-án tüdőrák következtében halt meg a tököli rabkórházban. Mivel a családja sem vállalta a temetését, így Tököl Város Önkormányzata köztemetés keretében helyezte végső nyugalomra.
Kertész József 2019. szeptember 30-án hunyt el a tököli rabkórházban.
Mindhárom elítéltet a börtönben gyakran kínozták fizikailag és lelkileg is rabtársaik.

## Hatása
Szita Bence halálhírét követően a kaposvári Tesco parkolójában százával gyújtottak gyertyákat és mécseseket az eltűnt kisfiú emlékére. Az akció spontán szerveződött. A gyertyagyújtók többsége a tizen- és huszonéves korosztályba tartozott.
A gyilkosság kapcsán fellángoltak a halálbüntetés visszaállítását szorgalmazó vélemények. Egy, a Szita Bence gyilkosságát megbeszélő kaposvári fórumon többen is szorgalmazták a halálbüntetés visszaállítását. A közéleti szereplők közül a Jobbik kaposvári képviselője, Kiss Tamás is a halálbüntetés visszaállítása mellett állt ki.